# Belhade
Belhade är en kommun i departementet Landes i regionen Nouvelle-Aquitaine i sydvästra Frankrike. Kommunen ligger i kantonen Pissos som tillhör arrondissementet Mont-de-Marsan. År 2022 hade Belhade 222 invånare.

## Befolkningsutveckling
Antalet invånare i kommunen Belhade
Referens:INSEE